# (65803) Didymos
(65803) Didymos ist mit seinem Begleiter Dimorphos ein erdnaher Doppelasteroid. Der Asteroid wurde am 11. April 1996 im Rahmen des Spacewatch-Projektes am Kitt Peak National Observatory von Joseph Montani entdeckt. Er hat einen Durchmesser von ca. 800 Metern. Dimorphos wurde 2003 entdeckt, er hat einen Durchmesser von 170 m.
Im Rahmen der gemeinsamen Mission von NASA und ESA Asteroid Impact & Deflection Assessment (AIDA) schlug im September 2022 eine Raumsonde gezielt auf Dimorphos auf (Double Asteroid Redirection Test), unter anderem um eine mögliche Ablenkung zu erproben.

## Entdeckungen und Namen
Der 1996 von dem amerikanischen Astronomen Joseph L. Montani entdeckte Didymos trug zunächst die Bezeichnung „1996 GT“ oder „S/2003 (65803)“. Am 20. November 2003 wurde festgestellt, dass er einen Mond von circa 170 Metern Durchmesser hat, der ihn in circa 1,1 Kilometern Entfernung auf einem rückläufigen Orbit in etwa 12 Stunden umkreist, was am 23. November 2003 mit Daten des Arecibo-Observatoriums bestätigt wurde. Darauf wurde der größere der beiden Asteroiden auf Vorschlag seines Entdeckers am 13. Juli 2004 in „Didymos“ umbenannt, nach dem griechischen Wort für „Zwilling“.
Sein Begleiter erhielt die vorläufige Bezeichnung „S/2003 (65803) 1“, am 23. Juni 2020 dann mit Genehmigung der Arbeitsgruppe für die Nomenklatur kleiner Himmelskörper (Working Group on Small Bodies Nomenclature bzw. WGSBN) der Internationalen Astronomischen Union den Namen „Dimorphos“ (bis dahin informell auch als „Didymoon“ bezeichnet). Dimorphos bedeutet „zweigestaltet“. Der Name wurde im Hinblick auf die damals in Planung begriffene Asteroidenmission AIDA ausgewählt, bei der die Umlaufbahn und die Form des Himmelskörpers verändert werden sollte.

## Umlaufbahn
Auf Grund möglicher dichter Annäherungen an die Erde (zuletzt 0,04 AE im November 2003) wird der Doppelasteroid als potenziell gefährlicher Asteroid (Potentially Hazardous Asteroid, PHA) klassifiziert, stellt aber auf der gegenwärtigen Umlaufbahn keine Gefahr dar.

## Mission AIDA und Raumsonde DART
Didymos wurde als Zielobjekt für die ESA-NASA-Mission AIDA (Asteroid Impact & Deflection Assessment, englisch für „Asteroiden-Einschlag- und Ablenkungsbewertung“) im Jahr 2022 ausgewählt. Ziel war es, Techniken und Technologien für eine Asteroidenabwehr zu erproben. Dazu sollte die Umlaufbahn des kleineren der beiden Objekte (Dimorphos) durch den Einschlag einer Raumsonde leicht verändert werden.

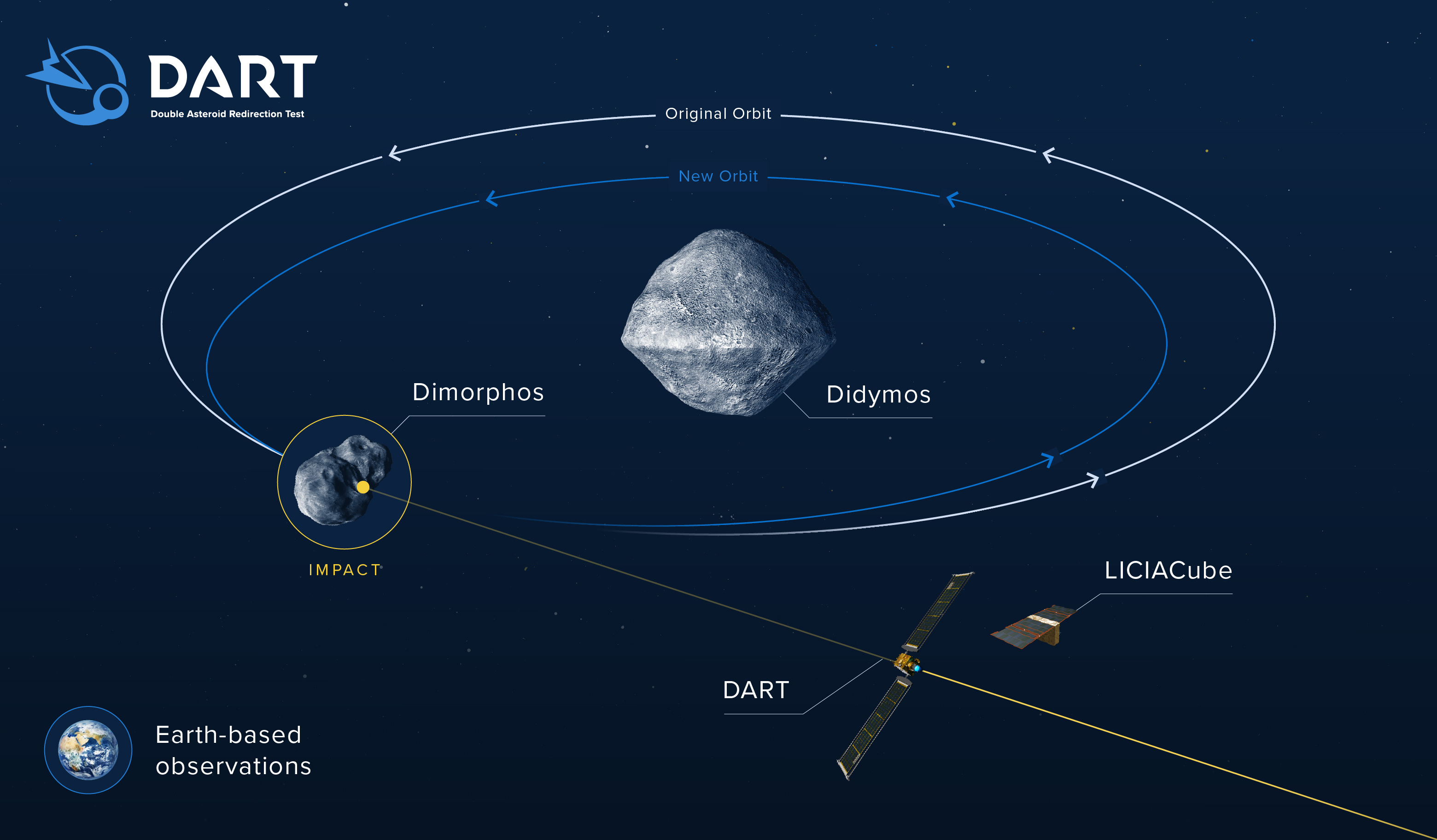
DART-Mission

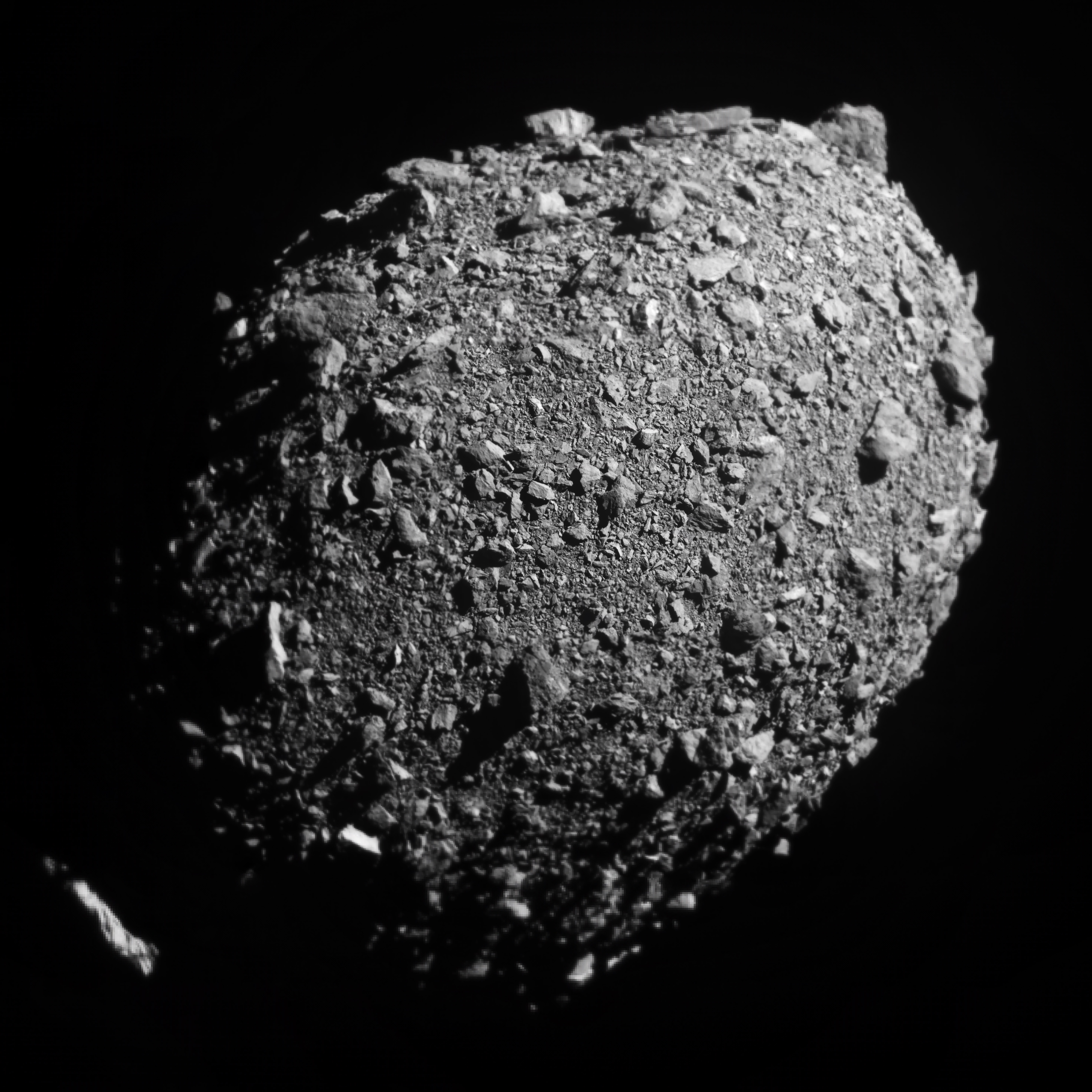
Dimorphos, Aufnahme der Raumsonde DART

Die am 24. November 2021 gestartete NASA-Sonde DART (Double Asteroid Redirection Test, englisch für „Doppelasteroiden-Umleitungstest“) schlug am 26. September 2022 um 23:14 Uhr UTC auf Dimorphos ein.
Anschließend wurde überprüft, wie stark sich die Umlaufbahn von Dimorphos um seinen Mutterasteroiden dadurch verändert hatte. Am 11. Oktober 2022 gab die NASA bekannt, dass man mit dem Manöver die Umlaufzeit von Dimorphos von 11 Stunden 55 Minuten um 32 Minuten auf 11 Stunden 23 Minuten verkürzt, also den kleineren Asteroiden näher an Didymos herangebracht hatte. Außerdem war bei dem Einschlag eine große Menge Geröll ausgeworfen worden, das einen kometenartigen, etwa 10.000 km langen Schweif bildete.
Die Hera-Mission der ESA soll 2026 beim Asteroiden eintreffen und das System genauer nach Aufbau, Massen und Zusammensetzung, sowie auf die Auswirkungen des Einschlags von DART untersuchen.